# Prix Rosa-Bonheur
Le prix Rosa-Bonheur a été fondé en 1900 par Anna Klumpke au sein de la Société des artistes français en hommage à Rosa Bonheur. Il a pour but de récompenser la peinture animalière.
Depuis 2015, l'association Les Amis de Rosa Bonheur, présidée par Éliane Foulquié décerne chaque année le Prix des Amis de Rosa Bonheur de l'art animalier lors du Salon Animal Art Paris à l'Hippodrome d'Auteuil, organisé par Jean-Christophe Barbou des Places.

## Lauréats
- 1900 : Achille Granchi-Taylor
- 1901 : Louis-Alexandre Bouché
- 1902 : Charles Hoffbauer
- 1903 : Henri Zo
- 1904 : Ernest Victor Hareux
- 1905 : Lucien Simonnet
- 1906 : Arthur Stockdale Cope
- 1907 : Louis Roger
- 1908 : Auguste Prévot-Valéri[2]
- 1909 : Charles Fouqueray
- 1910 : Louis-Marie Désiré-Lucas
- 1911 : Charles Léon Godeby
- 1912 : Félix Planquette
- 1913 : Georges-Frédéric Rötig
- 1914 : Adrienne Jouclard
- 1915 à 1918 : -
- 1919 : René Maxime Choquet
- 1920 : Pierre Eugène Montézin, Marcelle Noyon et René Maxime Choquet
- 1921 : Ernest Amas, Gaston Gélibert et Louis Jourdan
- 1922 : Marie-Marguerite Bricka et Henry Séné
- 1923 : Marius de Buzon
- 1924 : André Lagrange
- 1925 : Fernand Maillaud
- 1926 : Léon Cannicioni
- 1927 : Clovis Frédéric Terraire
- 1928 : André Prévot-Valéri
- 1929 : Honoré Hugrel
- 1930 : Charles Weisser
- 1931 : Robert Gilles Plantey
- 1932 : Étienne-Auguste Krier
- 1933 : Gabriel Moiselet
- 1934 : René Kuder[3]
- 1935 : Jean de La Fontinelle
- 1936 : André Charigny
- 1937 : Denis Henri Ponchon
- 1938 : Hélène Rivière[4]
- 1939 : Louis Malespina
- 1940 à 1944 : -
- 1945 : Alfred de Maghellen
- 1946 : Maurice Martin
- 1947 : André Charigny
- 1949 : Pierre-Ludovic Dumas
- 1953 : Alice Kingham Lachevre
- 1961 : Albert Joulin
- 1962 : André-Marius-Auguste Aillaud
- 1964 : Germaine Haas
- 1965 : Hecquet de Carbon
- 1966 : Édith Faucon
- 1968 : Édith-Jeanne Lesenne
- 1972 : Peter Orlando
- 1974 : Jean de Label
- 1975 : Pierre Gaillardot
- 1977 : Alain Fournier
- 1978 : Michel Rippe
- 1989 : François Spreux
- 1990 : Jacques Birr
- 1993 : Vincent Fermin
- 2008 : Sylvie Ajacques
- 2011 : Christel Le Vaillant
- 2012 : Danielle Beck
- 2014 : Hélène Rivière

Les lauréats du Prix des Amis de Rosa Bonheur de l'art animalier décerné à un artiste exposant à Animal Art Paris par l'association Les Amis de Rosa Bonheur sont :
- 2015 : Michel Charrier
- 2016 : Arnaud Fréminet
- 2017 : Miguel Angel Moraleda
- 2018 : ?
- 2019 : Mathilde Baptiste
- 2021 : Etienne Van den Driessche
- 2022 : Caroline d'Andlau-Hombourg
- 2023 : Julie Salmon
- 2024 : Pauline Cocordano